# قائمة أنواع الفوقس
يوجد عدة أنواع من جنس الفوقس منها:	 
- فوقس أبيض (الاسم العلمي: Fucus albus)
- فوقس باركسي (الاسم العلمي: Fucus parksii)
- فوقس بيضاوي (الاسم العلمي: Fucus ovifrons)
- فوقس حلزوني (الاسم العلمي: Fucus spiralis)
- فوقس حويصلي (الاسم العلمي: Fucus vesiculosus)
- فوقس خيطي الشكل (الاسم العلمي: Fucus filiformis)
- فوقس ذو صفين (الاسم العلمي: Fucus distichus)
- فوقس راجف (الاسم العلمي: Fucus tremella)
- فوقس رأس الرجاء (الاسم العلمي: Fucus capensis)
- فوقس ريشي (الاسم العلمي: Fucus setaceus)
- فوقس سيلاني (الاسم العلمي: Fucus zeylanicus)
- فوقس شالوني (الاسم العلمي: Fucus chalonii)
- فوقس شعاعي (الاسم العلمي: Fucus radicans)
- فوقس شيراردي (الاسم العلمي: Fucus sherardii)
- فوقس صغير (الاسم العلمي: Fucus atomarius)
- فوقس صلب (الاسم العلمي: Fucus rigidus)
- فوقس غشائي (الاسم العلمي: Fucus membranaceus)
- فوقس غشائي الأوراق (الاسم العلمي: Fucus membranifolius)
- فوقس غضروفي (الاسم العلمي: Fucus cartilagineus)
- فوقس غويري (الاسم العلمي: Fucus guiryi)
- فوقس قزمي (الاسم العلمي: Fucus pygmaeus)
- فوقس قطني (الاسم العلمي: Fucus cottonii)
- فوقس لاغاسة (الاسم العلمي: Fucus lagasca)
- فوقس متعدد الأوراق (الاسم العلمي: Fucus polyphyllus)
- فوقس متفرع (الاسم العلمي: Fucus racemosus)
- فوقس متلاشي (الاسم العلمي: Fucus evanescens)
- فوقس متموج (الاسم العلمي: Fucus undulatus)
- فوقس متوسط (الاسم العلمي: Fucus intermedius)
- فوقس مفصلي (الاسم العلمي: Fucus articulatus)
- فوقس مقرن (الاسم العلمي: Fucus ceranoides)
- فوقس منشاري (الاسم العلمي: Fucus serratus)
- فوقس (الاسم العلمي: Fucus acicularis)
- فوقس (الاسم العلمي: Fucus aculeatus)
- فوقس (الاسم العلمي: Fucus bastera)
- فوقس (الاسم العلمي: Fucus corniculatus)
- فوقس (الاسم العلمي: Fucus dichotomus)
- فوقس (الاسم العلمي: Fucus divaricatus)
- فوقس (الاسم العلمي: Fucus filicinus)
- فوقس (الاسم العلمي: Fucus fimbriatus)
- فوقس (الاسم العلمي: Fucus furcatus)
- فوقس (الاسم العلمي: Fucus geniculatus)
- فوقس (الاسم العلمي: Fucus gramineus)
- فوقس (الاسم العلمي: Fucus lacerus)
- فوقس (الاسم العلمي: Fucus lichenoides)
- فوقس (الاسم العلمي: Fucus nereideus)
- فوقس (الاسم العلمي: Fucus osmunda)
- فوقس (الاسم العلمي: Fucus papillosus)
- فوقس (الاسم العلمي: Fucus potamogetifolius)
- فوقس (الاسم العلمي: Fucus siliculosus)
- فوقس (الاسم العلمي: Fucus spataeformis)
- فوقس (الاسم العلمي: Fucus spermophorus)
- فوقس (الاسم العلمي: Fucus tendo)
- فوقس (الاسم العلمي: Fucus tetragonus)
- فوقس (الاسم العلمي: Fucus ulvoides)
- فوقس (الاسم العلمي: Fucus virsoides)
- فوقس عقدي (الاسم العلمي: Ascophyllum nodosum)
- فوقس كاليفورني (الاسم العلمي: Hesperophycus californicus)
- فوقس قنواتي (الاسم العلمي: Pelvetia canaliculata)
- فوقس متشجر (الاسم العلمي: Pelvetiopsis arborescens)
- فوقس محدود (الاسم العلمي: Pelvetiopsis limitata)
- فوقس بابنغتوني (الاسم العلمي: Silvetia babingtonii)
- فوقس مضغوط (الاسم العلمي: Silvetia compressa)
- فوقس أتيبي (الاسم العلمي: Silvetia siliquosa)
- فوقس أصفر (الاسم العلمي: Thaumasia flavia)